# Манастир Свети Спиридон
Манастир Свети Спиридон је бивши манастир СПЦ, епархије рашко-призренске. Налази се у селу Божевце код Косовске Каменице, у долини Прилепничке реке. Заселак у којем се налази добио је име Манастир Ма’ала по овом манастиру.

## Историја
Манастир се сматрао за место крштења кнеза Лазара Хребељановића, али је касније утврђено да је он крштен у манастиру у Кметовцу. Манастир су током векова рушили Албанци и Турци, па је он сада у рушевинама. Врата манастира су поломљена у марту 2004. године од Албанаца из села Бусовате. Код манастира се налази „манастирска чешма сас лековиту воду”, са које се цела махала снабдевала водом, и за коју се верује да је лековита. Близу манастира је Бања Божовачка, место где постоје два термална извора са температуром воде од 27°С, и где су се купали становници околних места, до изградње Прилепничког језера. До 1999. године, сваког 12. децембра се одржавао сабор код манастиришта.